# ヨシムラジャパン
株式会社ヨシムラジャパン(YOSHIMURA JAPAN Co.,Ltd. )は、オートバイ・自動車用の部品・用品の開発・販売および、レース参戦を行っているチューナー・レーシングチームである。

## 概要

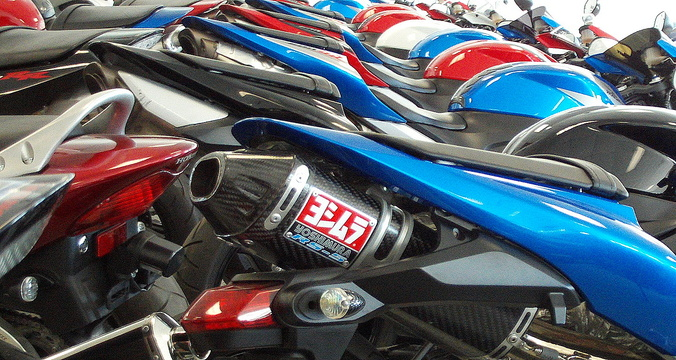
同社の製作するエキゾーストシステム(ホンダ・CBR600RR用)

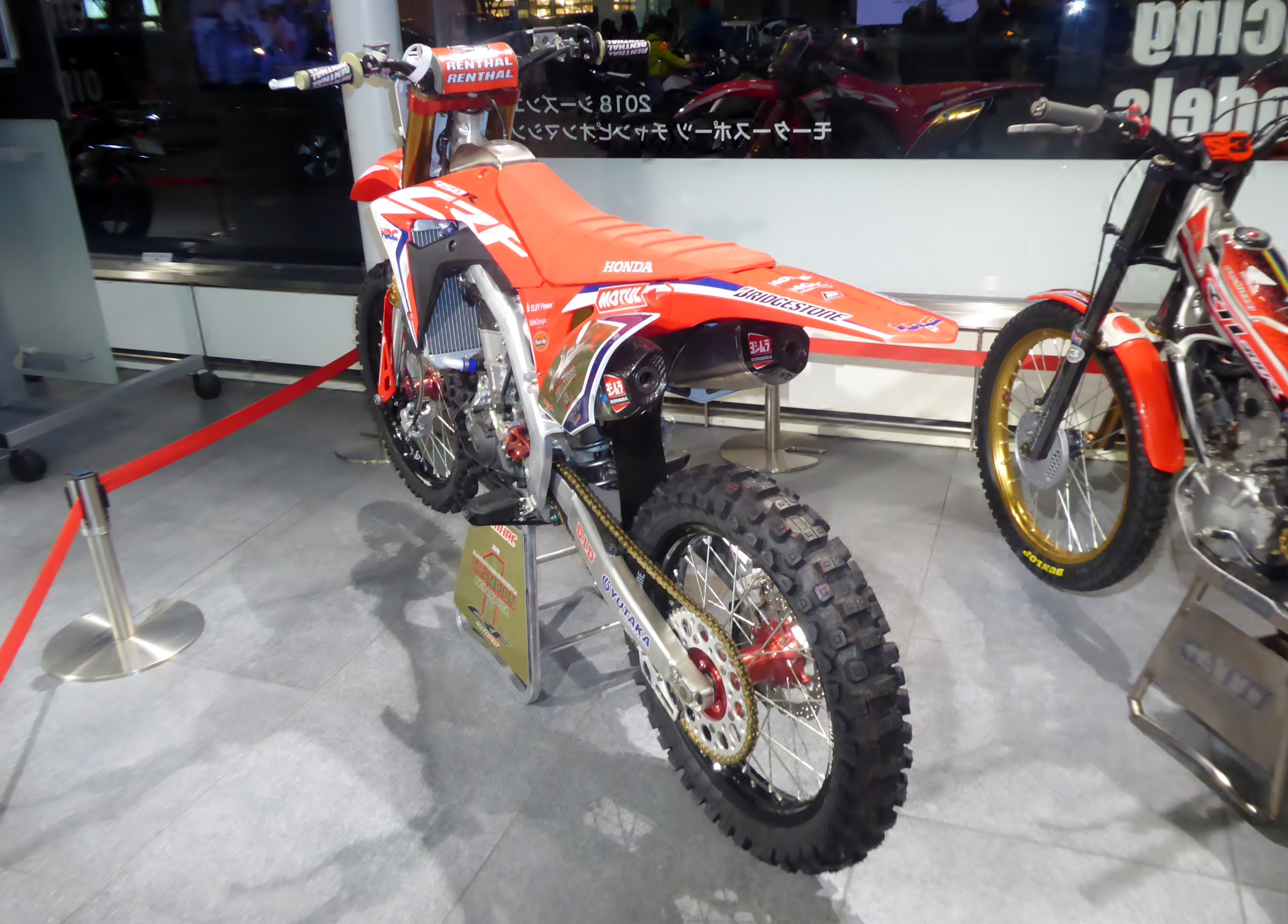
ヨシムラのマフラーを装備したホンダ・CRF450RW(2018年JMX仕様)

社名は創立者である"ポップ吉村"こと吉村秀雄の姓から名付けられている。英語で「ポップ」(Pop)とは「オヤジ」の意で、戦後間もない頃英語が喋れる秀雄はバイクのチューニングを依頼してくる若いアメリカ兵から父のように慕われていたためこの愛称で呼ばれるようになったといわれる。秀雄は生前「4ストロークのチューナーだけが成功する」という持論を展開していたため、ヨシムラが製造販売するパーツは、基本的に4ストローク用のみとなっている。
現在の代表取締役社長は秀雄の娘婿の加藤昇平の息子である加藤陽平(秀雄の孫であり同姓同名の俳優とは別人)。また秀雄の長女の南海子はモリワキエンジニアリング創設者で、過去ヨシムラのレーサー・メカニックとして活躍した森脇護の妻である。
特に日本のバイク黎明期に大きな存在感を示し、第一回鈴鹿8時間耐久ロードレース(鈴鹿8耐)にて、当時わずか数名の町工場チームであったヨシムラが大企業ホンダを打ち破るストーリーは、NHKの『プロジェクトX』でも取り上げられるほどの語り草となっている。その原動力となったのは「集合管マフラー」で、マフラーの本数が多いほど良いとされてきた当時では画期的な発明であった。
日本以上に、現地法人『ヨシムラR&Dオブ・アメリカ』(USヨシムラ)の活躍から北米での知名度が高く、不二雄は「アメリカ人でバイク乗ってる人で"ヨシムラ"というカタカナの読めない人はいない」と豪語している。モトクロス世界選手権やAMAスーパークロスのホンダのワークスチームは、USヨシムラ製を採用している。

### スズキとの関係

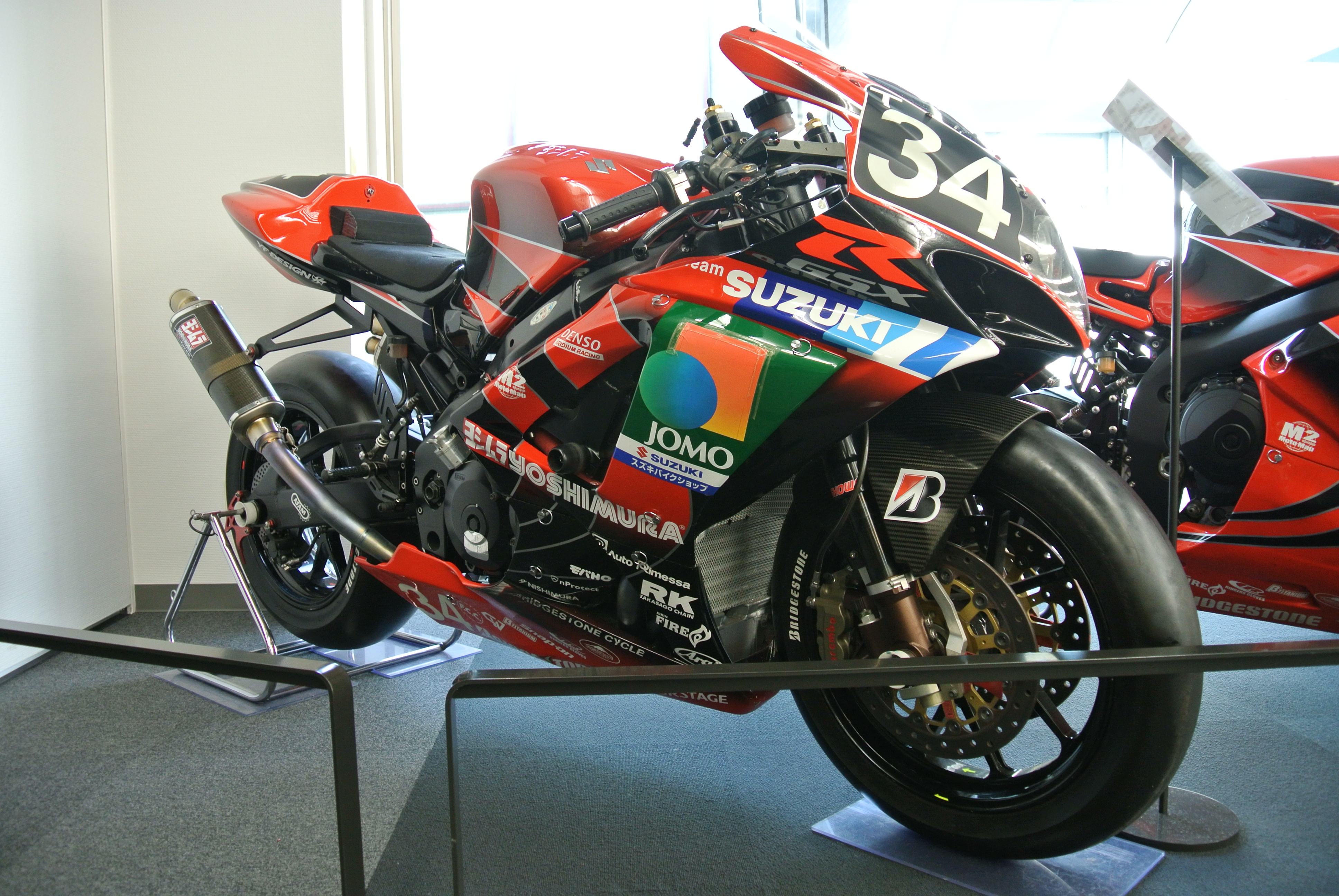
ヨシムラ・スズキ GSX-R1000(2007年8耐仕様)

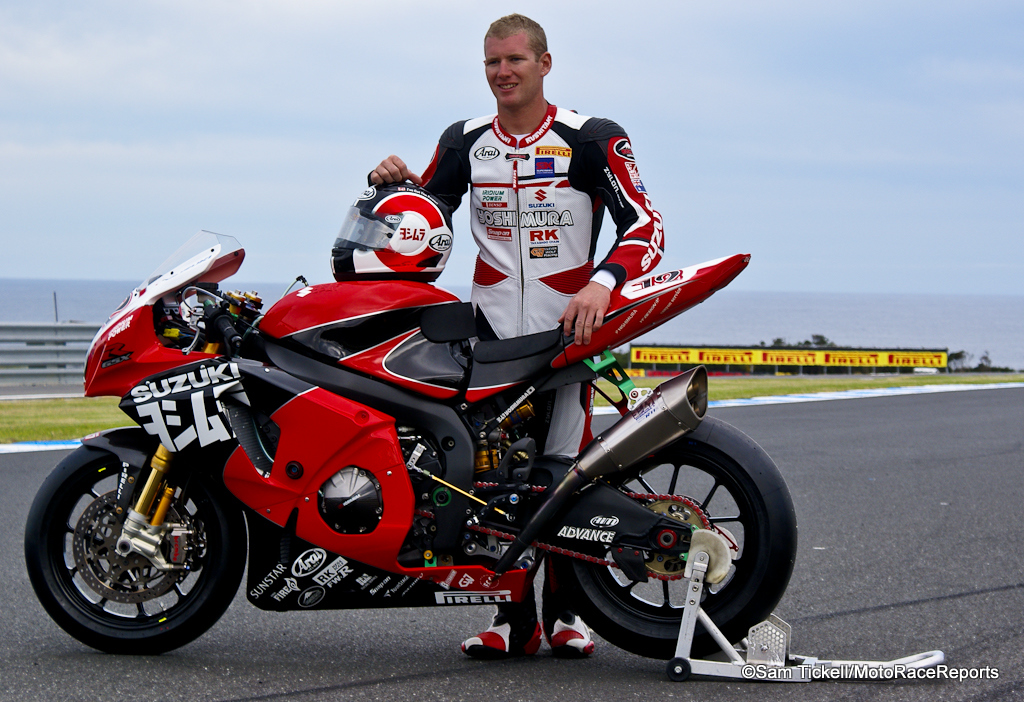
ヨシムラ・スズキ GSX-R 1000R(2011年WSBK仕様)

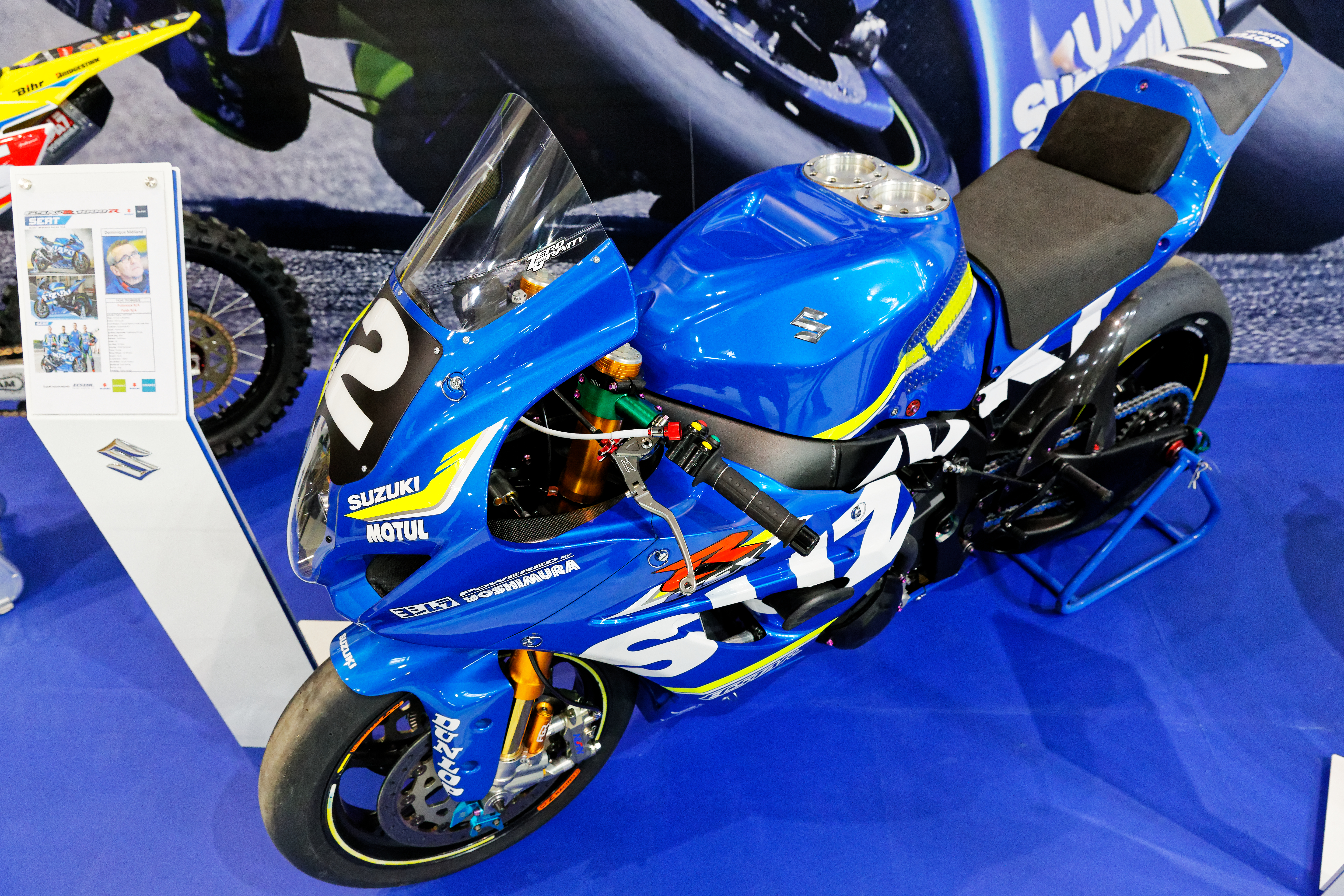
スズキ・エンデュランス・レーシング・チーム GSX-R 1000R(2018年EWC仕様)

1960 - 1970年代半ばまで国内では4ストロークエンジンを主力とするホンダ、北米ではホンダ・カワサキ車のチューニングを手掛けていたが、1976年に初めて4ストロークレーサーを手掛けたスズキが吉村の腕を見込んで提携。以降ヨシムラのレース活動ははスズキ一色に染まっていく。全日本ロードレース選手権では、4ストロークエンジンのオートバイが参戦するTT-F1クラスやスーパーバイククラスを経て現在はJSB1000クラスを主戦場としており、ヨシムラとは別にスズキ本社でワークス・チームを組織して参戦した1990年代から2002年までの一時期を除いて、スズキの実質的ワークス・チームとして機能している。スズキ・GSV-Rのマフラーの製造委託を受けていたこともある。
またスズキのレース用キットパーツなどプライベーター向け部品の開発と製造も請け負っている他、ヨシムラトルネード1200ボンネビルなど、ヨシムラオリジナルパーツを組み込んだ公道走行可能なコンプリート車両も度々販売している。ただし一般車用パーツに関してはその限りではなく、スズキ以外の車両用のパーツも製造販売している。
スズキ・GS1000Rで出場した第1回・第3回鈴鹿8時間耐久ロードレースで優勝し、ワークス・チームを退けてのチューナーチームによる優勝により同レースへの注目と関心を集めた。その後はしばらく優勝がなかったが、加藤陽平新監督就任の初年度である2007年の第30回大会で久々の優勝を果たし、2年後の2009年、スズキ・GSX-R1000で参戦した第32回大会で通算4度目の優勝を手にしている。
長年全日本ロードレース選手権に参戦していたが、スーパーバイク世界選手権(WSBK)への挑戦のため、2009年に一度活動を休止(プライベーター支援は継続)。2010年からクレセント・スズキを支援する形でのWSBKへのスポット参戦が発表されたが、資金難のために実際の参戦はモンツァへの1戦に限定され、2011年もポルティマオへのスポット参戦にとどまった。2012年からフル参戦を果たすが結局芳しい成果を上げるには至らず、2015年末を持ってSBKから撤退した。なおこれに先立ち、ヨシムラは2013年から全日本ロードレース選手権に復帰している。
また、GSX-R1000が2017年にフルモデルチェンジした際に、それまでスズキ本社が担当していたFIM SBKやEWC、MFJ JSBなどのワークス部品の開発の大部分を移管されている。
2021年、テクニカルパートナー契約を締結しているフランスのSERT(Suzuki Endurance Racing Team)の要請に応じて関係を強化し、スズキのワークス・チーム「ヨシムラ SERT MOTUL」としてFIM世界耐久選手権(EWC)に参戦。ル・マン24時間とボルドール24時間で勝利し、初年度でチャンピオンを獲得した。
「ヨシムラR&Dオブアメリカ」が展開する北米でも、1978年からスズキのワークス・チームとして40年以上に渡り活動し、AMAスーパーバイク/MotoAmericaのスーパーバイククラスにおいて史上最多勝利(212勝)・チャンピオン数(14回)を記録した。後にスーパーバイク世界選手権王者となるベン・スピーズも、ヨシムラ・スズキ出身のライダーである。
しかし2019年末にヨシムラR&Dはスーパーバイク向けの開発を継続する一方でレースから撤退。ビジネス上のパートナーシップは継続するとしているが、長きに渡る栄光の歴史に一旦の幕が下ろされることとなった。2022年にヨシムラR&Dはレースに復帰しているが、選んだマシンはヤマハであった。

### 二輪以外

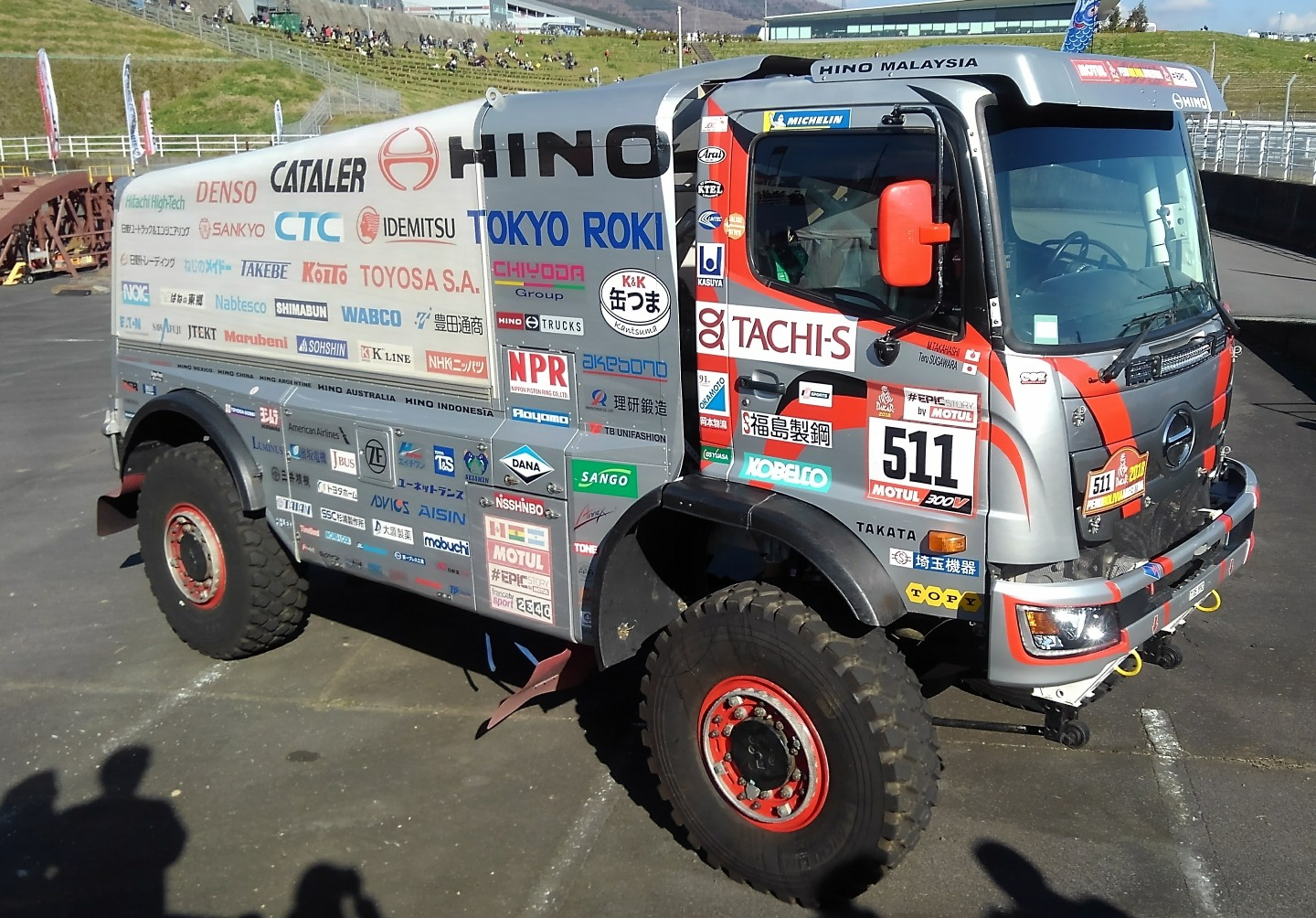
日野チームスガワラのレンジャー。右リアフェンダーに「ヨシムラ」のステッカーがある。

現在は製品の大半を2輪関連の商品が占めているため「ヨシムラ＝オートバイ」のイメージが強くなっているが、1960年代にはホンダ・S600など4輪のチューニングも手がけていた時代があり、当時スポーツカーで争われていた日本グランプリにも出場経験がある。後にレーシングエンジンチューナーとして名を馳せるケン・マツウラレーシングサービス創設者の松浦賢もこの時期に同社に在籍していた。
また市販車でも、マツダ・ロードスターやケータハム・スーパー7など四輪のチューニングを手掛けることもしばしあった。近年ではジムニー専門ショップのAPIO(神奈川県綾瀬市)とのコラボレーションでJB64/74用のマフラーを展開している。
日野自動車のダカール・ラリー活動においても、2013年から給排気系を中心にパーツを供給している。
モータースポーツとは直接の関係はないが、『ヨシムラバレルズ』としてダーツ用パーツも展開している。

## 沿革
- 1954年 - 現在の福岡県福岡市博多区雑餉隈にてヨシムラモータース創業。同地のレースに参戦。
- 1964年 - ホンダ・CB77改で鈴鹿18時間耐久にてメジャーレースデビュー。
- 1965年 - 東京都西多摩郡福生町に移転、ヨシムラコンペティションモータースに改名。
- 1971年 - レース用集合マフラーを開発。
- 1972年 - 世界初の集合マフラーの発売を開始。
- 1973年 - 米国にてヨシムラレーシング設立。
- 1974年 - 神奈川県厚木市にヨシムラパーツショップ加藤設立。
- 1975年 - 米国ヨシムラレーシングをヨシムラR&Dオブアメリカに改組。
- 1978年 - 第1回鈴鹿8時間耐久ロードレースにて優勝。
- 1980年 - 第3回鈴鹿8時間耐久ロードレースにて優勝。神奈川県愛甲郡愛川町に移転。
- 1984年 - 有限会社ヨシムラパーツオブジャパンから株式会社ヨシムラジヤパンに改組。
- 1987年 - シングル専用マフラー、サンパーを発売。
- 1989年 - 吉村秀雄が会長に就任、吉村不二雄が代表取締役社長に就任。
- 1990年 - ヨシムラ・MCLロードスターの販売を開始。
- 1991年 - マフラー量産工場完成。
- 1992年 - MJNキャブレターを発明、発売開始。
- 1995年 - 吉村秀雄、逝去。
- 2000年 - ヨシムラ・ハヤブサX-1を100台限定で販売[11]。
- 2001年 - ヨシムラ・カタナ1135Rを5台限定で発売。
- 2002年 - ヨシムラ・トルネードS-1を50台限定で発売。
- 2003年 - ヨシムラ・M450Rを受注生産にて発売。
- 2004年 - 新社屋完成　創業50周年。ヨシムラ・トルネードIII 零-50を5台限定で発売。
- 2005年 - 鈴鹿300Km耐久ロードレース優勝。
- 2007年 - 全日本ロードレース選手権JSB1000クラスシリーズチャンピオン獲得。第30回鈴鹿8時間耐久ロードレース優勝。
- 2008年 - 全日本ロードレース選手権JSB1000クラスにて全サーキットのコースレコードを樹立。第31回鈴鹿8時間耐久ロードレース2位と4位獲得。
- 2009年 - 鈴鹿8時間耐久ロードレース優勝。
- 2010年 - スーパーバイク世界選手権モンツァラウンドにワイルドカードで参戦。
- 2011年 - スーパーバイク世界選手権ポルティマオラウンドへ参戦。
- 2018年4月5日 - 商号を株式会社ヨシムラジャパンに変更。
- 2021年 - FIM世界耐久選手権へワークス・チームとして参戦。チャンピオンを獲得。
- 2024年3月15日 -加藤陽平が代表取締役社長に就任。[1]

## ギャラリー

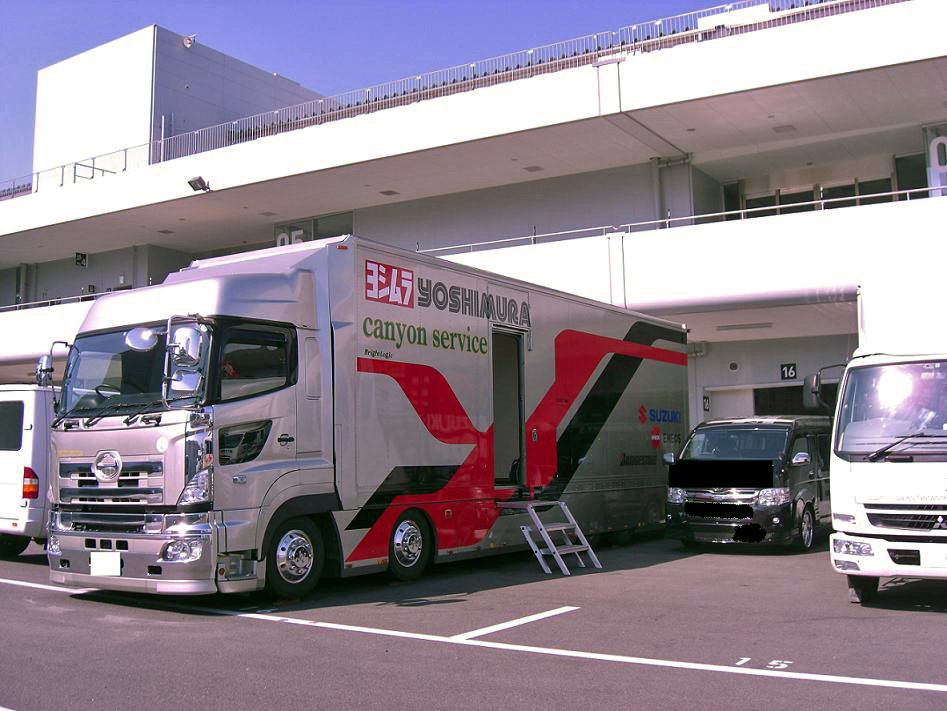
鈴鹿サーキットパドックにて
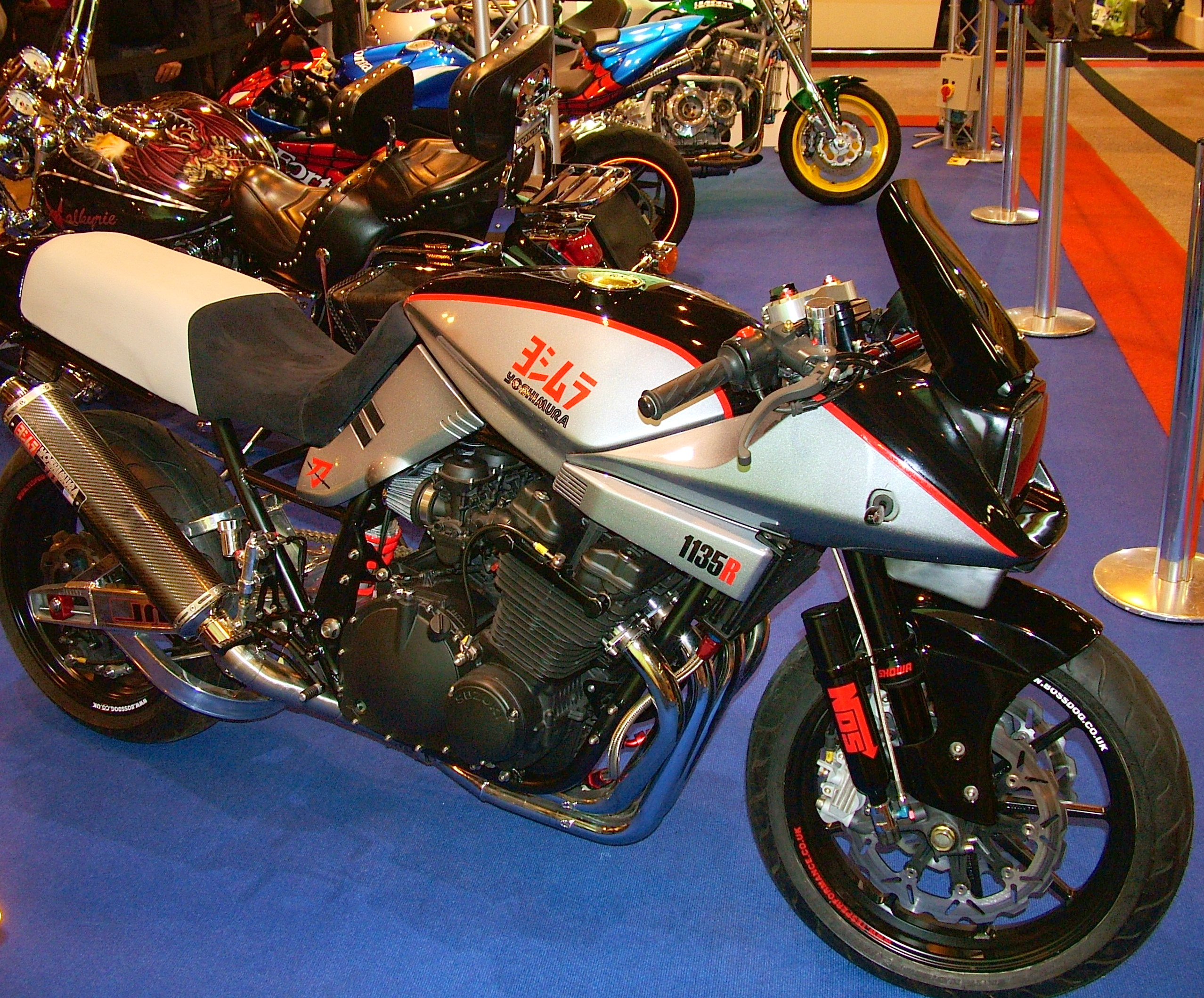
刀1135R
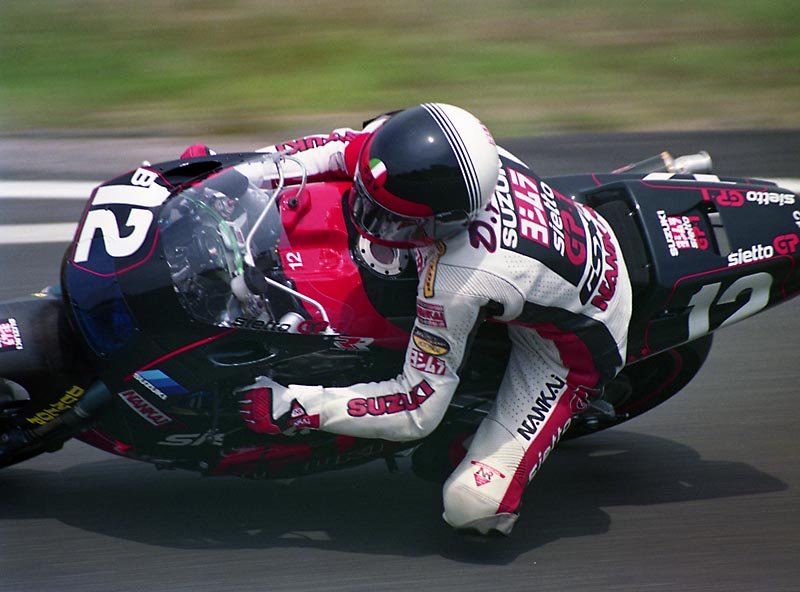
鈴鹿8耐に参戦するヨシムラとダグ・ポーレン（1990年）
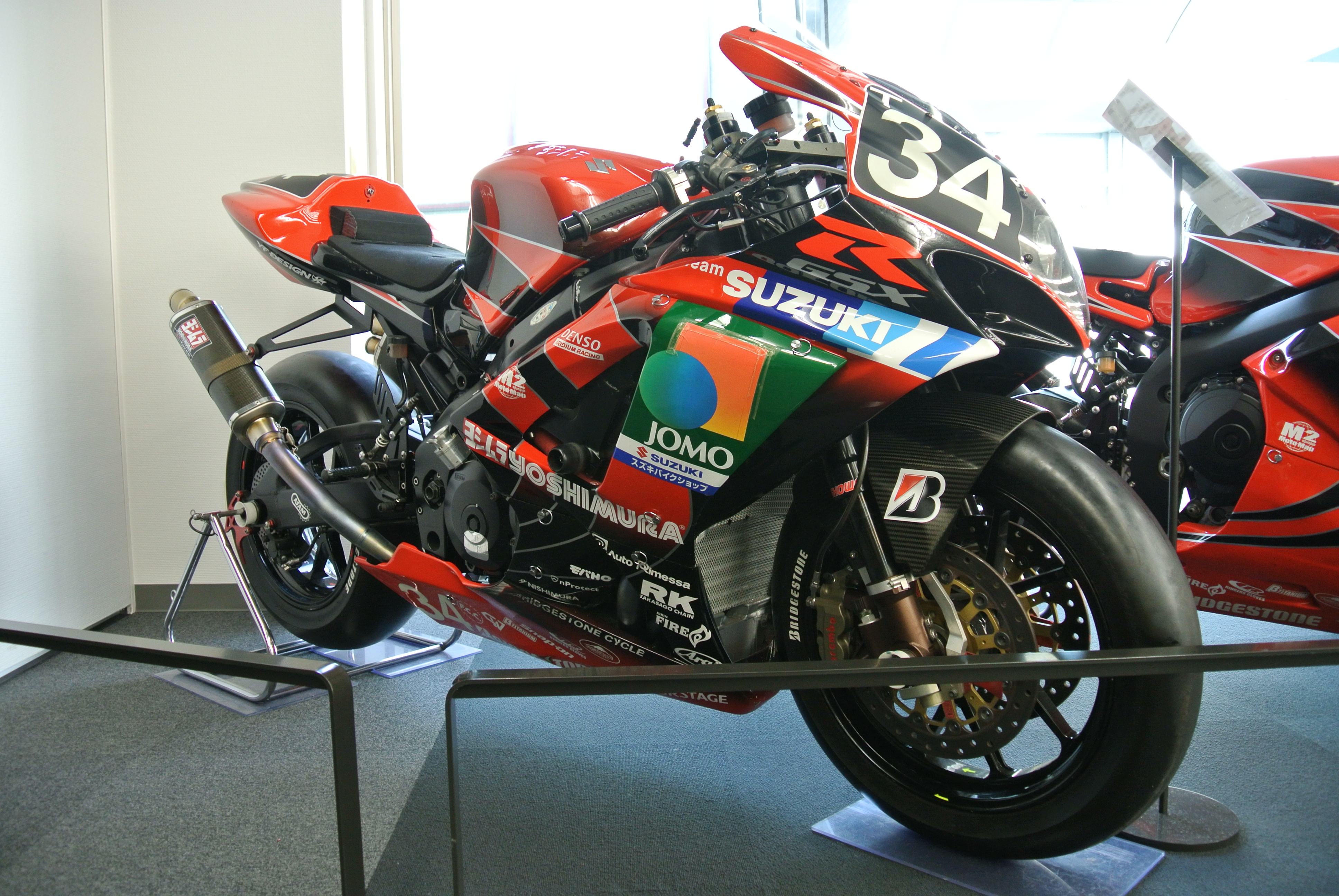
2007年鈴鹿8耐優勝マシン
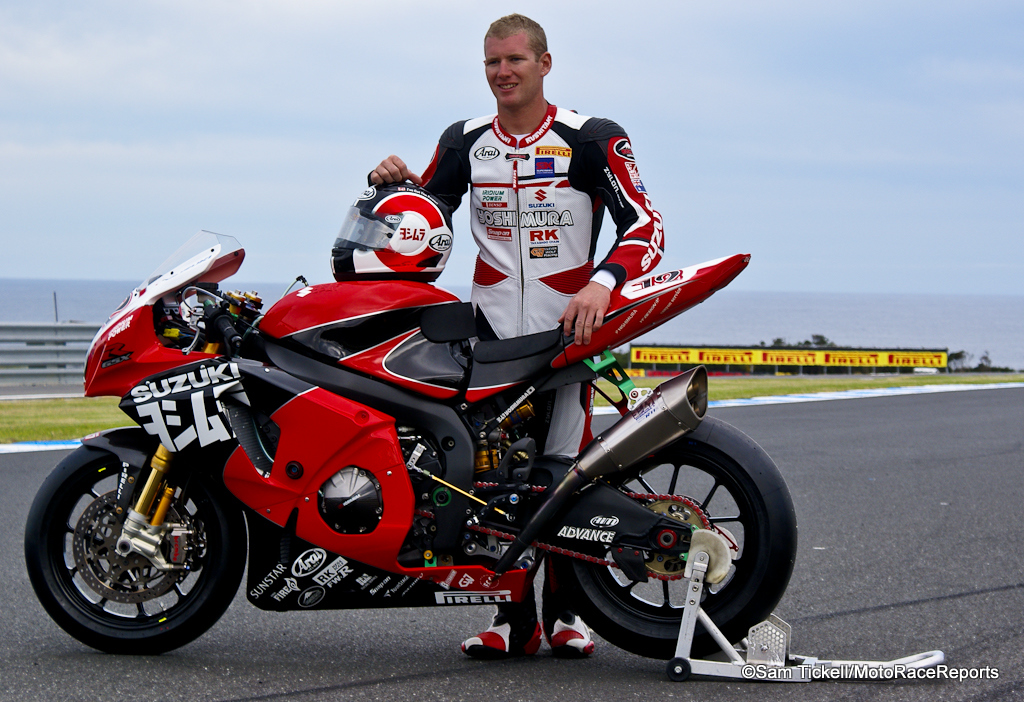
WSBKに参戦するヨシムラ・スズキとジョシュ・ウォーターズ（2011年）
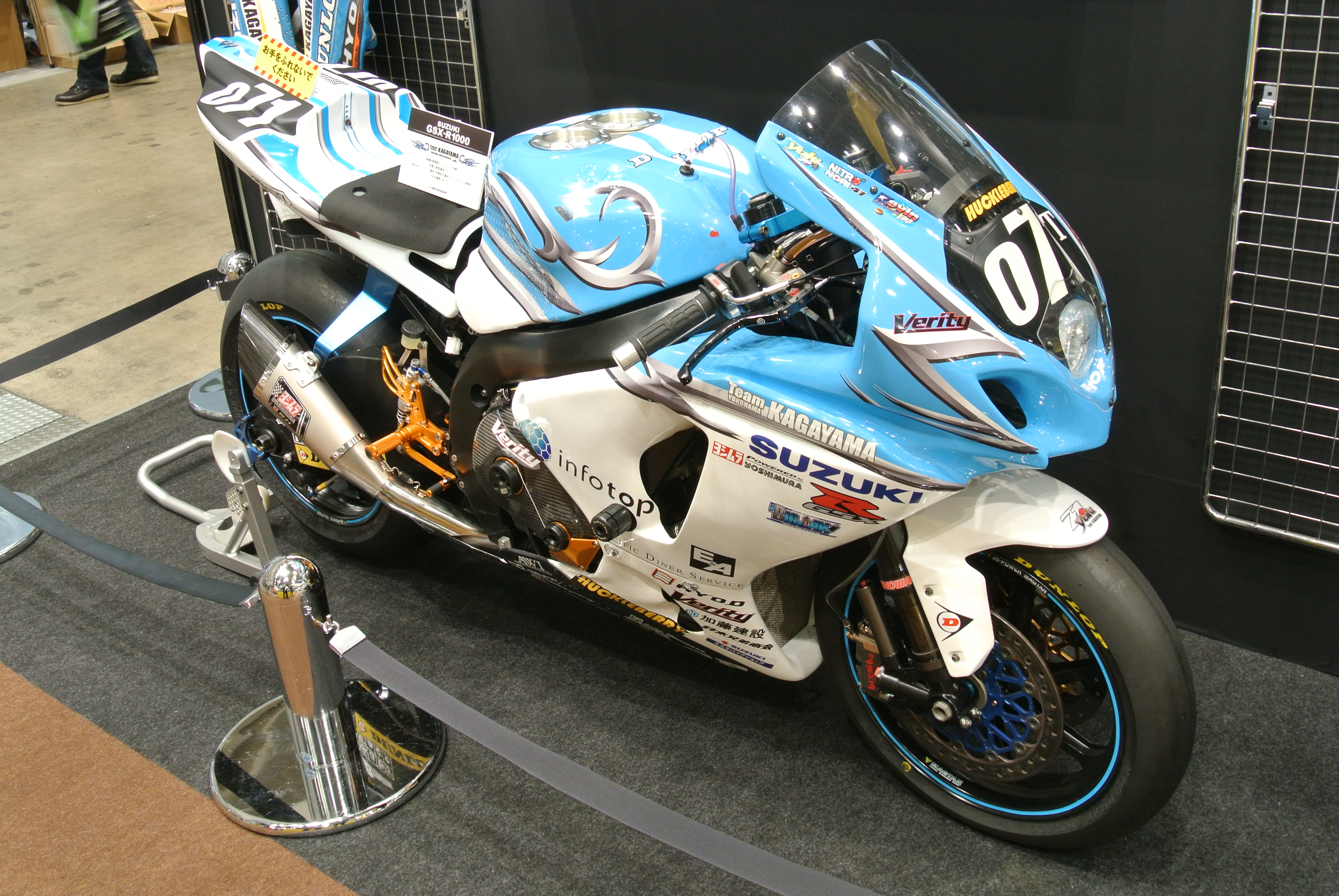
鈴鹿8耐に参戦するヨシムラとTeam KAGAYAMA（2014年）
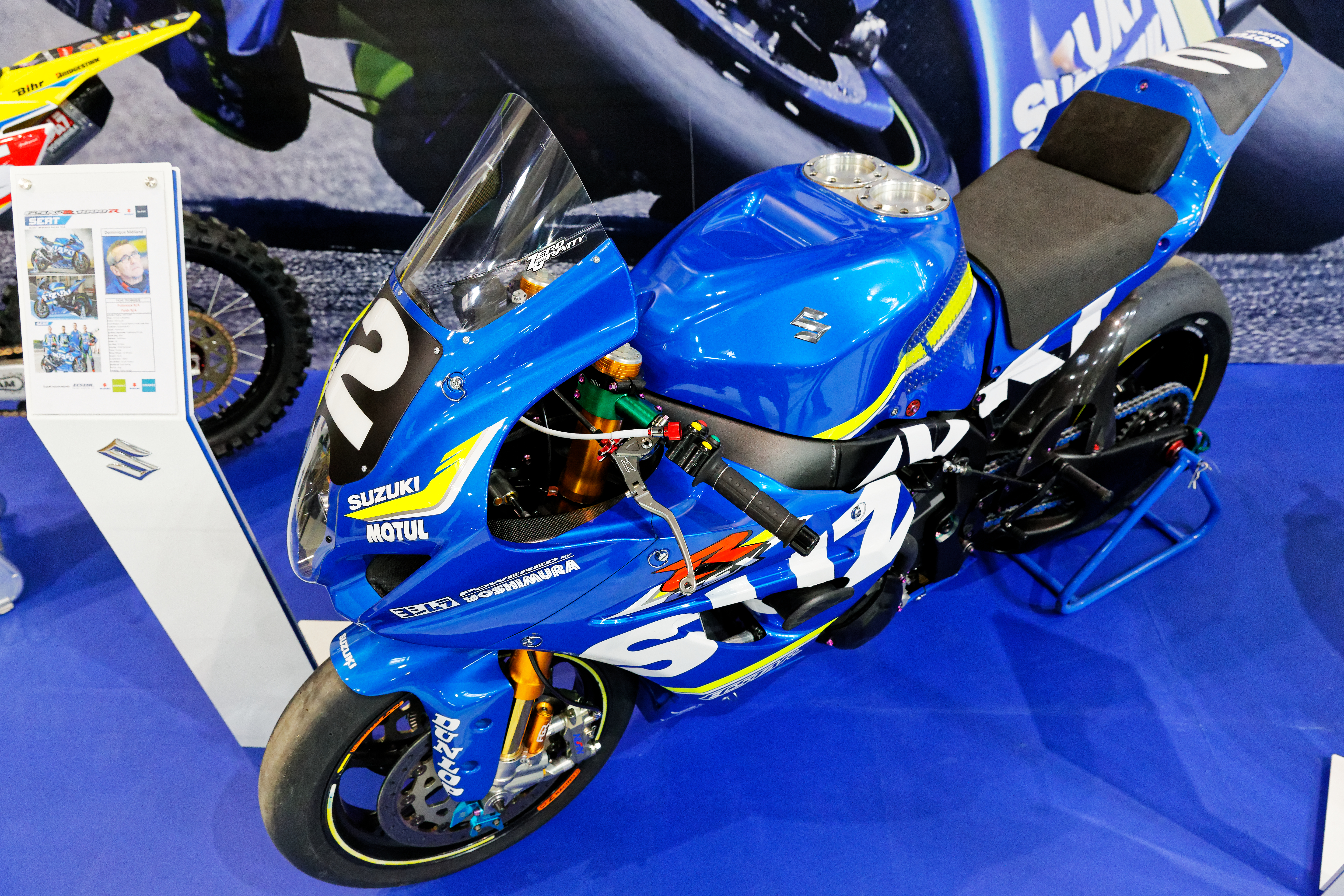
ヨシムラと提携するSERTのスズキ・GSX-R1000（2018年）
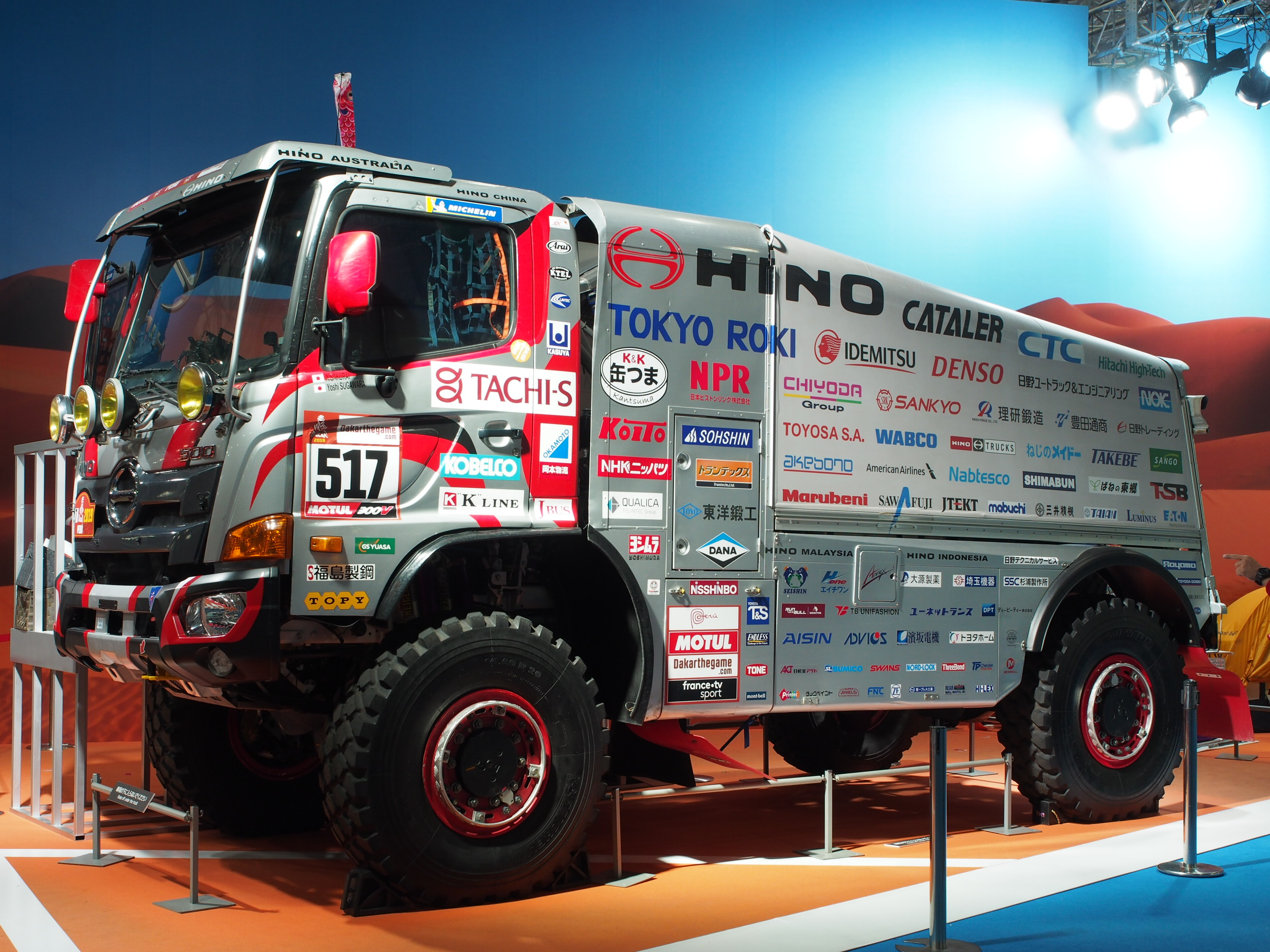
ヨシムラがパーツを供給するダカールの日野・レンジャー（2019年）